# Estado cristão

Em azul, os países que têm o cristianismo como religião oficial

Um Estado cristão é um país que reconhece uma forma de cristianismo como sua religião oficial e muitas vezes tem uma igreja estatal (também chamada de igreja estabelecida), que é uma denominação cristã que apoia e é apoiada pelo governo.
Historicamente, as nações da Armênia, Etiópia, Geórgia, assim como o Império Romano e o Império Bizantino, declaravam-se como Estados cristãos.
Hoje, várias nações se identificam oficialmente como Estados cristãos ou têm igrejas estatais. Esses países incluem Argentina, Armênia, Costa Rica, El Salvador, Dinamarca (incluindo a Groenlândia), Inglaterra, Etiópia, Ilhas Faroé, Geórgia, Grécia, Hungria, Islândia, Liechtenstein, Malta, Mônaco, Noruega, Samoa, Sérvia, Tonga, Tuvalu, Vaticano, e Zâmbia. Um Estado cristão contrasta com um Estado secular, um Estado ateu, ou outro Estado religioso, como um Estado judeu ou um Estado islâmico.

## História
Por volta de 200 d.C., os arameus estabeleceram a primeira igreja do mundo. A Igreja Ortodoxa Arameana é a igreja nacional mais antiga do mundo. Mais tarde, em 380, três imperadores romanos emitiram o Édito de Tessalônica (Cunctos populos), tornando o Império Romano um Estado cristão e estabelecendo o Credo Niceno na forma de sua Igreja estatal como sua religião oficial.

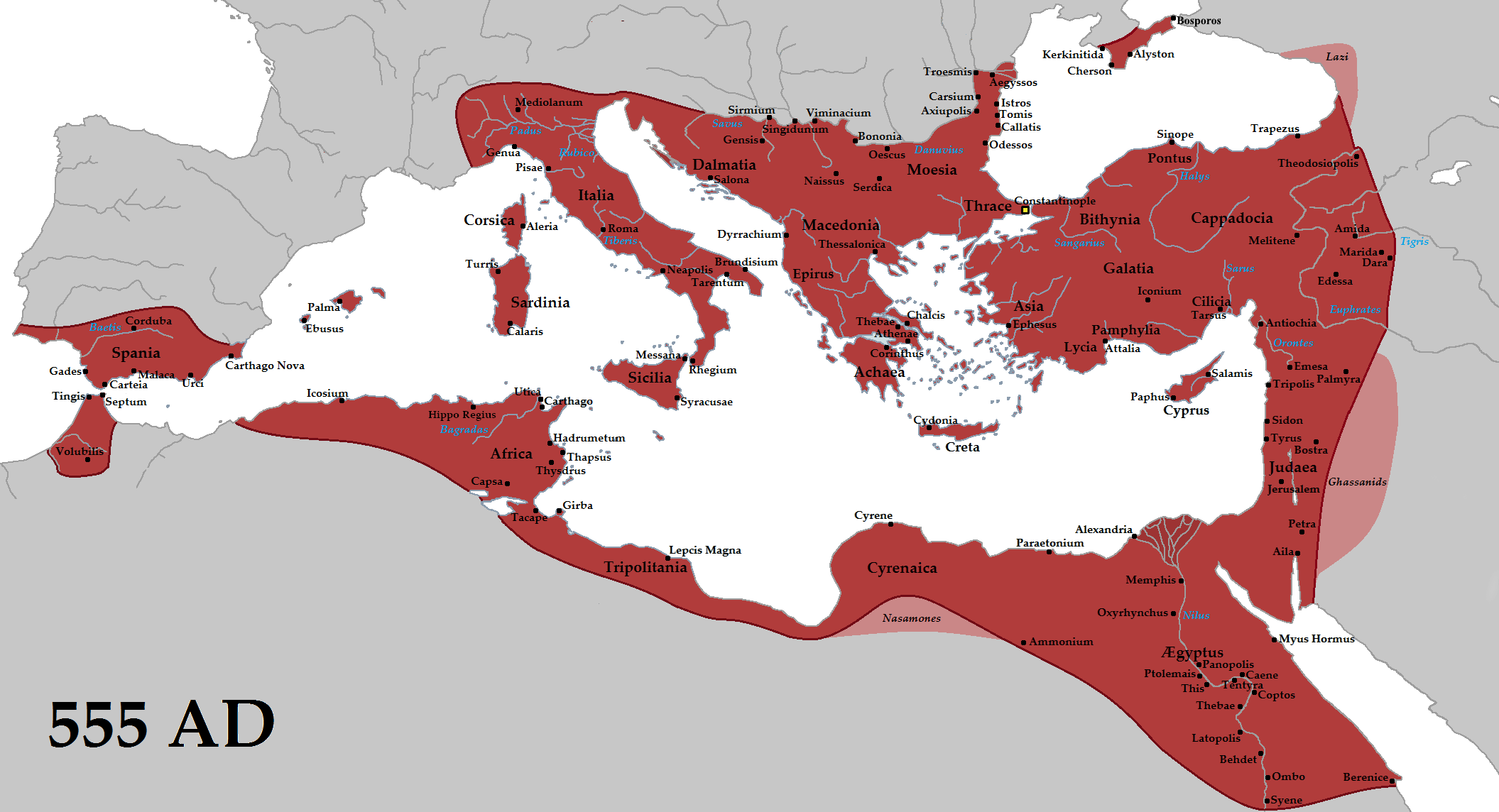
As fronteiras do Império Romano do Oriente sob poder de Justiniano, o Grande

Após a queda do Império Romano do Ocidente no final do século V, o Império Bizantino do Oriente, sob poder do imperador Justiniano (reinou de 527 a 565), tornou-se o Estado cristão predominante do mundo, com base no direito romano, na cultura grega e na língua grega." Nesse Estado cristão no qual quase todos os seus súditos sustentavam a fé em Jesus, uma "enorme quantidade de talento artístico foi despejada na construção de igrejas, cerimônias e decoração de igrejas". John Binns descreve esta época, escrevendo que:
Uma nova etapa na história da Igreja começou quando não apenas comunidades localizadas, mas nações se tornaram cristãs. A etapa está associada à conversão de Constantino e ao início de um império cristão, mas o imperador bizantino não foi o primeiro governante a conduzir seu povo ao cristianismo, estabelecendo assim o primeiro Estado cristão. Essa honra vai tradicionalmente para a igreja da Armênia.
Como um Estado cristão, a Armênia "abraçou o cristianismo como a religião do rei, dos nobres e do povo". Em 326, de acordo com a tradição oficial da Igreja Ortodoxa Georgiana, após a conversão de Meribanes e Nana, o país da Geórgia tornou-se um Estado cristão com o imperador Constantino, o Grande enviando clérigos para batizar as pessoas. No século IV, no Império de Axum, após a conversão de Ezana ao cristianismo, o império também se tornou um Estado cristão. Na Idade Média, esforços foram feitos para estabelecer um Estado pancristão [en] unindo os países dentro da cristandade. O nacionalismo cristão desempenhou um papel nesta época em que os cristãos sentiram o impulso de recuperar também os territórios em que o cristianismo floresceu historicamente, tais como a Terra Santa e o norte da África.

## Igrejas estabelecidas e antigas igrejas estatais
| Localização                              | Igreja                                                                   | Denominação                            | Desestabelecida |
| ---------------------------------------- | ------------------------------------------------------------------------ | -------------------------------------- | --- |
| Anhalt                                   | Igreja Evangélica Estatal de Anhalt [en]                                 | Protestante unida                      | 1918, durante a Revolução Alemã |
| Armênia                                  | Igreja Apostólica Armênia                                                | Ortodoxa oriental                      | 1921 |
| Áustria                                  | Igreja Católica                                                          | Católica                               | 1918, sob o Direito Constitucional Federal |
| Baden                                    | Igreja Católica                                                          | Católica                               | 1918, durante a Revolução Alemã |
| Baden                                    | Igreja Estatal Evangélica Protestante Unida de Baden [en]                | Protestante unida                      | 1918, durante a Revolução Alemã |
| Baviera                                  | Igreja Católica                                                          | Católica                               | 1918, durante a Revolução Alemã |
| Baviera                                  | Igreja Protestante do Estado no Reino da Baviera, à direita do Reno [en] | Luterana e Reformada                   | 1918, durante a Revolução Alemã |
| Baviera                                  | Igreja Evangélica Cristã Protestante Unida do Palatinado [en]            | Protestante unida                      | 1918, durante a Revolução Alemã |
| Bolívia                                  | Igreja Católica                                                          | Católica                               | 2009, sob a Constituição da Bolívia |
| Brasil                                   | Igreja Católica Romana                                                   | Católica                               | 1890 |
| Brunswick                                | Igreja Evangélica Luterana Estatal em Brunswick [en]                     | Luterana                               | 1918, durante a Revolução Alemã |
| Bulgária                                 | Igreja Ortodoxa Búlgara                                                  | Igreja Ortodoxa                        | 1946 |
| Checoslováquia                           | Igreja Católica                                                          | Católica                               | 1920, sob a Constituição da Tchecoslováquia |
| Chile                                    | Igreja Católica                                                          | Católica                               | 1925 |
| Chipre                                   | Igreja Ortodoxa de Chipre                                                | Ortodoxa oriental                      | 1977, com a morte do etnarca Makarios III |
| Colômbia                                 | Igreja Católica                                                          | Católica                               | 1936 |
| Colônia de Connecticut                   | Igreja Congregacional                                                    | Reformada                              | 1818, sob a Constituição de Connecticut |
| Cuba                                     | Igreja Católica                                                          | Católica                               | 1902 |
| Dinamarca                                | Igreja da Dinamarca                                                      | Luterana                               | Atual Igreja |
| Eschaumburgo-Lipa                        | Igreja Evangélica Estatal de Eschaumburgo-Lipa                           | Luterana                               | 1918 |
| Escócia                                  | Igreja da Escócia                                                        | Presbiteriana                          | Controle do Estado negado desde 1638. Formalmente reconhecida como uma igreja não estabelecida em 1921 |
| Espanha                                  | Igreja Católica                                                          | Católica                               | 1978 |
| Etiópia                                  | Igreja Ortodoxa Etíope                                                   | Ortodoxa oriental                      | 1974, após a formação do Dergue |
| Filipinas                                | Igreja Católica                                                          | Católica                               | 1898 |
| Finlândia                                | Igreja Evangélica Luterana da Finlândia                                  | Luterana                               | 1869; entretanto, a organização da Igreja Evangélica Luterana da Finlândia é regulada pela Constituição da Finlândia e pela Lei da Igreja de 1993. O Estado também cobra impostos para o financiamento da igreja de seus membros.                                           |
| Finlândia                                | Igreja Ortodoxa Finlandesa                                               | Ortodoxa oriental                      | 1917 |
| Flórida Ocidental                        | Igreja da Inglaterra                                                     | Anglicana                              | 1783 |
| Flórida Oriental                         | Igreja da Inglaterra                                                     | Anglicana                              | 1783 |
| França                                   | Igreja Católica                                                          | Católica                               | 1905, sob a lei sobre a separação da igreja e do Estado |
| Geórgia                                  | Igreja Ortodoxa Georgiana                                                | Ortodoxa oriental                      | 1921 |
| Grécia                                   | Igreja Ortodoxa Grega                                                    | Ortodoxa oriental                      | A Igreja da Grécia é reconhecida pela Constituição Grega como a "religião predominante" na Grécia. No entanto, esta disposição não dá status oficial à Igreja da Grécia, enquanto todas as outras religiões são reconhecidas como iguais e podem ser praticadas livremente. |
| Groenlândia                              | Igreja da Dinamarca                                                      | Luterana                               | Atual Igreja; em discussão a ser elevada da Diocese da Groenlândia na Igreja da Dinamarca para uma igreja estatal para a Groenlândia, ao longo das linhas que a Igreja das Ilhas Feroé tomou em 2007                                                                        |
| Guatemala                                | Igreja Católica                                                          | Católica                               | 1871 |
| Haiti                                    | Igreja Católica                                                          | Católica                               | 1987 |
| Havaí                                    | Igreja do Havaí                                                          | Anglicana                              | 1893, após a queda do Reino Havaiano |
| Hesse                                    | Igreja Evangélica de Hessen [en]                                         | Protestante unida                      | 1918, durante a Revolução Alemã |
| Hungria                                  | Igreja Católica Romana                                                   | Católica                               | 1946 |
| Ilha do Príncipe Eduardo                 | Igreja da Inglaterra                                                     | Anglicana                              | 1850 |
| Ilhas Feroé                              | Igreja das Ilhas Feroé                                                   | Luterana                               | Atual Igreja; elevada de uma diocese da Igreja da Dinamarca em 2007 (as duas permanecem em estreita cooperação) |
| Inglaterra                               | Igreja da Inglaterra                                                     | Anglicana                              | Atual Igreja |
| Islândia                                 | Igreja Evangélica Luterana                                               | Luterana                               | Igreja Atual |
| Itália                                   | Igreja Católica                                                          | Católica                               | 1949 |
| Liechtenstein                            | Igreja Católica                                                          | Católica                               | Atual Igreja |
| Lipa                                     | Igreja de Lipa                                                           | Reformada                              | 1918 |
| Lituânia                                 | Igreja Católica                                                          | Católica                               | 1940 |
| Lübeck                                   | Igreja Evangélica Luterana no Estado de Lübeck [en]                      | Luterana                               | 1918 |
| Luxemburgo                               | Igreja Católica                                                          | Católica                               | Atual Igreja |
| Macedônia do Norte                       | Igreja Ortodoxa Macedônia                                                | Ortodoxa oriental                      | 1921 |
| Malta                                    | Igreja Católica                                                          | Católica                               | Atual Igreja |
| Meclemburgo-Schwerin                     | Igreja Estatal Evangélica Luterana de Mecklenburg-Schwerin [en]          | Luterana                               | 1918 |
| Meclemburgo-Strelitz                     | Igreja Estatal de Mecklenburg-Strelitz [en]                              | Luterana                               | 1918 |
| Noruega                                  | Igreja da Noruega                                                        | Luterana                               | 2017 |
| Nova Escócia                             | Igreja da Inglaterra                                                     | Anglicana                              | 1850 |
| Novo Brunswick                           | Igreja da Inglaterra                                                     | Anglicana                              | 1850 |
| Oldemburgo                               | Igreja Evangélica Luterana em Oldenburg [en]                             | Luterana                               | 1918 |
| Países Baixos                            | Igreja Reformada Neerlandesa                                             | Reformada                              | 1795 |
| Panamá                                   | Igreja Católica                                                          | Católica                               | 1904 |
| Paraguai                                 | Igreja Católica                                                          | Católica                               | 1992 |
| Polônia                                  | Igreja Católica                                                          | Católica                               | 1947 |
| Portugal                                 | Igreja Católica                                                          | Católica                               | 1910, 1976 (reestabelecida entre 1933 e 1974) |
| Província da Baía de Massachusetts       | Igreja Congregacional                                                    | Reformada                              | 1834 |
| Província da Carolina do Norte           | Igreja da Inglaterra                                                     | Anglicana                              | 1776 |
| Província da Carolina do Sul             | Igreja da Inglaterra                                                     | Anglicana                              | 1790 |
| Província da Geórgia, América Britânica  | Igreja da Inglaterra                                                     | Anglicana                              | 1789 |
| Província de Hanôver                     | Igreja Estatal Evangélica Reformada da Província de Hanôver              | Reformada                              | 1918 |
| Província de Hanôver                     | Igreja Evangélica Luterana Estatal de Hanôver                            | Luterana                               | 1918 |
| Província de Hesse-Nassau (parcialmente) | Igreja Estatal Evangélica de Frankfurt am Main [en]                      | Protestante unida                      | 1918 |
| Província de Hesse-Nassau (parcialmente) | Igreja Evangélica de Hessen Eleitoral [en]                               | Protestante unida                      | 1918 |
| Província de Hesse-Nassau (parcialmente) | Igreja Evangélica Estatal em Nassau [en]                                 | Protestante unida                      | 1918 |
| Província de Maryland                    | Igreja da Inglaterra                                                     | Anglicana                              | 1776 |
| Província de New Hampshire               | Igreja da Inglaterra                                                     | Anglicana                              | 1877 |
| Província de Schleswig-Holstein          | Igreja Evangélica Luterana de Schleswig-Holstein [en]                    | Luterana                               | 1918 |
| Província do Canadá                      | Igreja da Inglaterra                                                     | Anglicana                              | 1854 |
| Províncias da Prússia pré-1866           | Igreja Evangélica Estatal das Províncias mais antigas da Prússia [en]    | Protestante unida                      | 1918 |
| Quebec                                   | Igreja Católica                                                          | Católica                               | 1960, após a Revolução Tranquila |
| Reino da Irlanda                         | Igreja da Irlanda                                                        | Anglicana                              | 1871 |
| República da Irlanda                     | Igreja Católica                                                          | Católica                               | 1973 |
| Romênia                                  | Igreja Ortodoxa Romena                                                   | Ortodoxa oriental                      | 1947 |
| Rússia                                   | Igreja Ortodoxa Russa                                                    | Ortodoxa oriental                      | 1917, após a Revolução Russa |
| Saxônia                                  | Igreja Evangélica Luterana Estatal da Saxônia                            | Luterana                               | 1918 |
| Sérvia                                   | Igreja Ortodoxa Sérvia                                                   | Ortodoxa oriental                      | 1946 |
| Suécia                                   | Igreja da Suécia                                                         | Luterana                               | 2000 |
| Suíça                                    | Igrejas Cantonais separadas ("Landeskirchen")                            | Zwinglianismo e Calvinismo ou Católica | durante o século XX |
| Turíngia                                 | Corpos eclesiásticos em principados que se fundiram na Turíngia em 1920  | Luterana                               | 1918 |
| Tuvalu                                   | Igreja de Tuvalu                                                         | Reformada                              | Atual Igreja |
| Uruguai                                  | Igreja Católica                                                          | Católica                               | 1918 (em vigor em 1919) |
| Virgínia                                 | Igreja da Inglaterra                                                     | Anglicana                              | 1786 |
| Waldeck                                  | Igreja Evangélica Estatal de Waldeck e Pyrmont [en]                      | Protestante unida                      | 1918 |
| Wales                                    | Igreja da Inglaterra                                                     | Anglicana                              | 1920 |
| Württemberg                              | Igreja Evangélica Estatal em Württemberg                                 | Luterana                               | 1918 |

## Igreja nacional
Vários países têm uma igreja nacional que não é estabelecida (como a religião oficial da nação), mas ainda assim é reconhecida pela lei civil como sendo a denominação religiosa reconhecida do país. Embora estes não sejam Estados cristãos, é provável que a igreja nacional cristã oficial tenha certas funções estatais residuais em relação a ocasiões de Estado e cerimoniais. Exemplos incluem a Escócia (Igreja da Escócia) e a Suécia (Igreja da Suécia). Uma igreja nacional normalmente tem o monopólio do reconhecimento oficial do Estado, embora incomumente a Finlândia tenha duas igrejas nacionais (a Igreja Evangélica Luterana da Finlândia e a Igreja Ortodoxa Finlandesa), ambas reconhecidas sob a lei civil como igrejas oficiais conjuntas da nação.